# Paecilaema bicingulatum
Paecilaema bicingulatum is een hooiwagen uit de familie Cosmetidae.